# Грагас
Грагас (исл. Grágás; исландское произношение: [ˈkrauːˌkauːs]) — сборник правовых норм Исландии эпохи народовластия и юридических  комментариев к ним. Изначально сборник существовал в устной форме, но после того как Альтинг решил, что все законы должны быть записаны, их в первый раз зафиксировали в письменной форме зимой 1117–1118 года. Законы, изложенные в Грагас, действовали в Исландии предположительно до 1262–1264 годов, когда Исландия перешла под власть норвежской короны.

## Этимология
Слово gás означает гусь на древненорвежском и древнеисландском языках, а grá — серый, поэтому буквально grágás это «серый гусь». Также слово gás (или gæs) использовалось для обозначения женских гениталий и женщин имеющих беспорядочные половые связи с мужчинами, поэтому возможно и такие непристойные значения как «серая вагина» или «серая потаскуха». Считается вероятным, что именно для замены слова gás имевшего в те времена такую, частично непристойную, коннотацию в XVII веке возникли такие эвфемизмы для названия этой книги, как Gráfugl (Серая птица), Gráfygla (Серая птаха) и Gráfuglsbók (Книга серой птицы).
Существуют различные предположения о том, почему книга получила своё название. Среди версий: книга была написана гусиным пером, переплетена гусиной кожей, имела необычный серый переплет. Также есть версия, что название книги возникло из-за её возраста, так как считалось, что гуси живут дольше других птиц. Правдоподобной выглядит версия, что название Грагас появилось в книге законов Магнуса Доброго по вине норвежских монахов-переписчиков, которые ошиблись при копировании исходных текстов или намерено вставили это частично непристойное слово для насмешки над исландскими законами.

## Характеристика
Название Грагас относится к старейшему исландскому своду законов, которые действовали в эпоху народовластия. Точно не известно, когда вступили в силу правовые нормы Грагас, но известно, что действие Грагаса прекратилось в 1271–1274 годах, когда после перехода острова под власть норвежской короны король Магнус VI Законодатель написал для Исландии кодекс законов под названием Яднсида. Хотя законы Яднсиды отменяли все правовые нормы Грагаса, но те продолжали действовать до вступления в действие законов Йоунсбоук в 1281 году.
В Книге об исландцах её автор Ари Мудрый говорит, что исландцы впервые сочинили свои законы ближе к концу эпохи заселения, около 930 года. Но эти законы никогда не были записаны и не назывались Грагас. Это была система устных норм, которая заучивалась специальными законоговорителями и декламировалась на собраниях Альтинга или при необходимости. Зимой 1117–1118 годов эти устные законы (или часть из них) были впервые записаны в книгу, но эта рукопись, которая считается утерянной, называлась не Грагас, а Хафлидаскрау в честь законоговорителя Хафлиди Мауссона из Брейдабольстадюра в Хунаватнстинге, который декламировал писцам её содержание.
Название Грагас не встречалось нигде в средневековых рукописях, поскольку писцы не имели обычая писать титульный лист с названием на своих рукописях, и нет никаких свидетельств того, что в то время какая-либо рукопись так называлась.  Насколько известно, впервые как название книги слово грагас появилось для рукописи начала XI века, где были записаны законы короля Магнуса I Доброго для земель Трёнделаг в Норвегии. В этом контексте Грагас упоминается как в истории короля Сверрира Сигурдссона, так и в Хеймскрингле, где говорится: «Тогда король Магнус написал книгу законов, когда она все еще находится в Тронхейме, и она называется Грагас».
Книга Грагас была указана в 1548 году в числе книг епископа Скаульхольта Гиссура Эйнарссона, но неизвестно, что было в той книге. Самая старая сохранившаяся книга, которую с самого начала называли Grágás, представляет собой бумажную рукопись примерно 1600 года (AM 125). Есть сборник правовых норм из нескольких глав, который ныне называется Грагас, и есть книга Ярднсида, где написана фраза: «Несколько статей из предыдущей книги законов, которую некоторые называют Грагас». Впоследствии все издания книги получали название Грагас. Возможно, что название Грагас для сборника правовых норм эпохи народовластия появилось в результате недоразумения, так как совершенно не ясна как причина его появления, так и сам смысл названия (см. раздел этимология).

## Состав
Грагас содержит нормы уголовного, христианского и процессуального права и состоит из следующих глав:
- О христианских законах (исл. Kristinna laga þáttur)
- О правах наследования (исл. Erfðaþáttur)
- О помощи нуждающимся (исл. Ómagabálkur)
- Об отношениях  (исл. Festaþáttur)
- Об аренде (исл. Um fjárleigur)
- О вергельде (исл. Vígslóði)
- О земельных границах (исл. Landabrigðisþáttur)
- О народном собрании (исл. Þingskapaháttur)
- О речах мужей (исл. Baugatal)
- О законоговорителях (исл. Lögsögumannsþáttur)
- О законах (исл. Lögréttuþáttur)
- О расследованиях (исл. Rannsóknaþáttur)

## Манускрипты и издания
Существуют две основные рукописи Грагас — Конунгсбоук (GKS 1157 fol.) и Стадархоульсбоук (AM 334 fol.), которые хранятся в  Институте исландских исследований имени Арни Магнуссона. Богато украшенные детали и внешний вид книг позволяют предположить, что они были созданы для грамотного, богатого человека. Каждая из книг имеет собственное изложение одного и того же закона. Поэтому Конунгсбоук и Стадархоульсбоук иногда дополняют, а иногда и противоречат друг другу. Возможно это отражает то, как по-разному толковался закон разными писцами или законниками того времени.
Также сохранились некоторые фрагменты из рукописей XII и XIII веков, которые содержат отдельные главы или отрывки из них. В частности, в манускрипте AM 315 b fol содержится 7 статей из Грагас, которые, возможно, были дополнениями к записанным в рукописи законам.